# Suceava Nord
Gara Suceava Nord (Ițcani) - dworzec kolejowy w Suczawie, w Rumunii.